# 白冠帶鵐
白冠帶鵐（學名：Zonotrichia leucophrys），以昆蟲為食。
成年的白冠帶鵐身長約18公分，頭部有黑色和白色的條紋，尾巴很長。翅膀是褐色，鳥喙是粉紅色或黃色。白冠帶鵐外觀類似白喉麻雀，但沒有白喉嚨的標記。

## 附圖

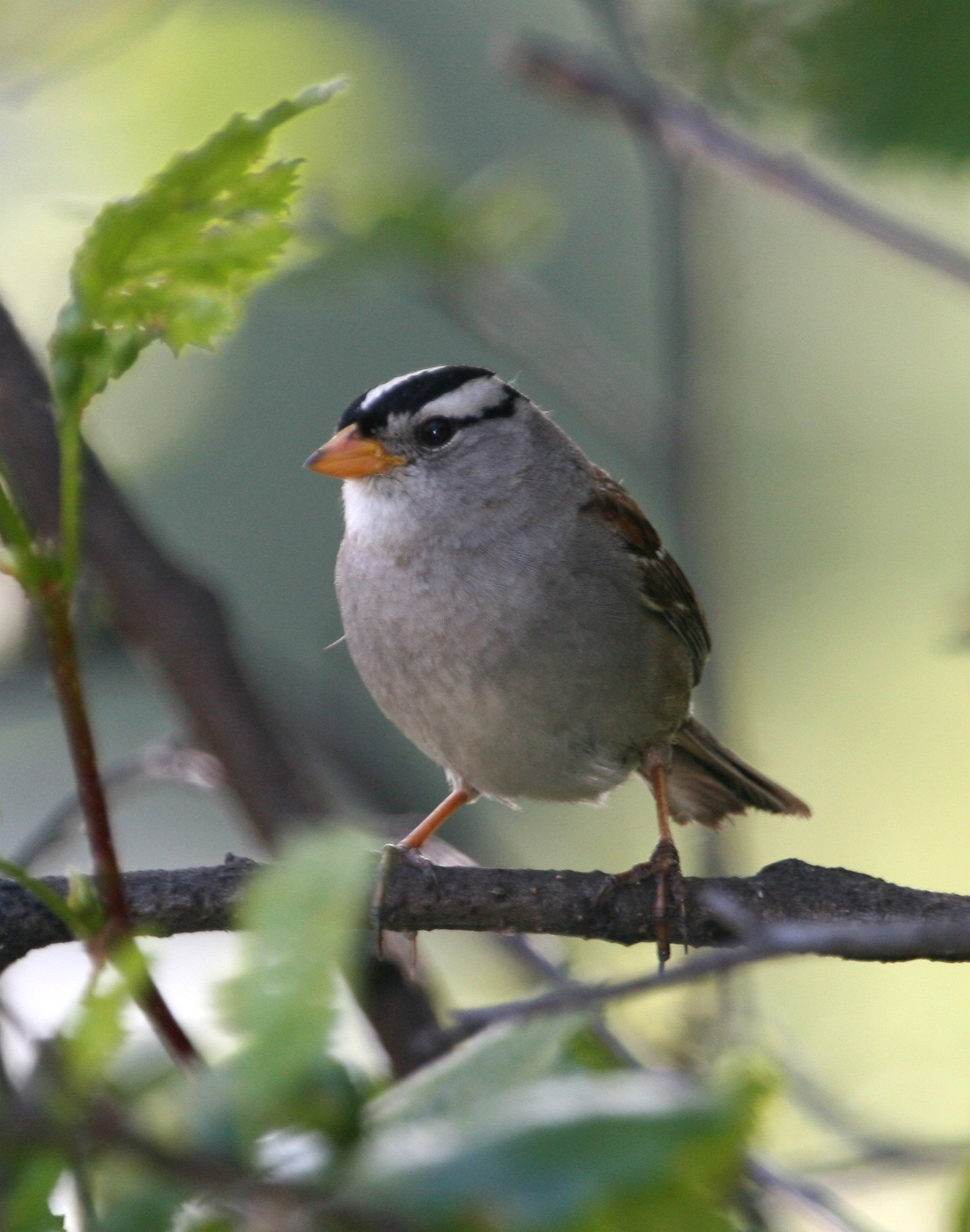
成鳥
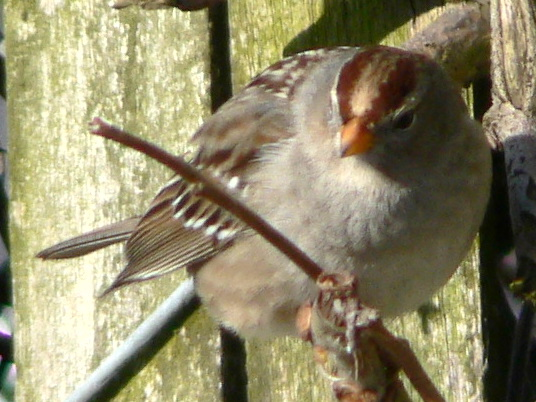
雛鳥（第一冬）羽毛更平淡
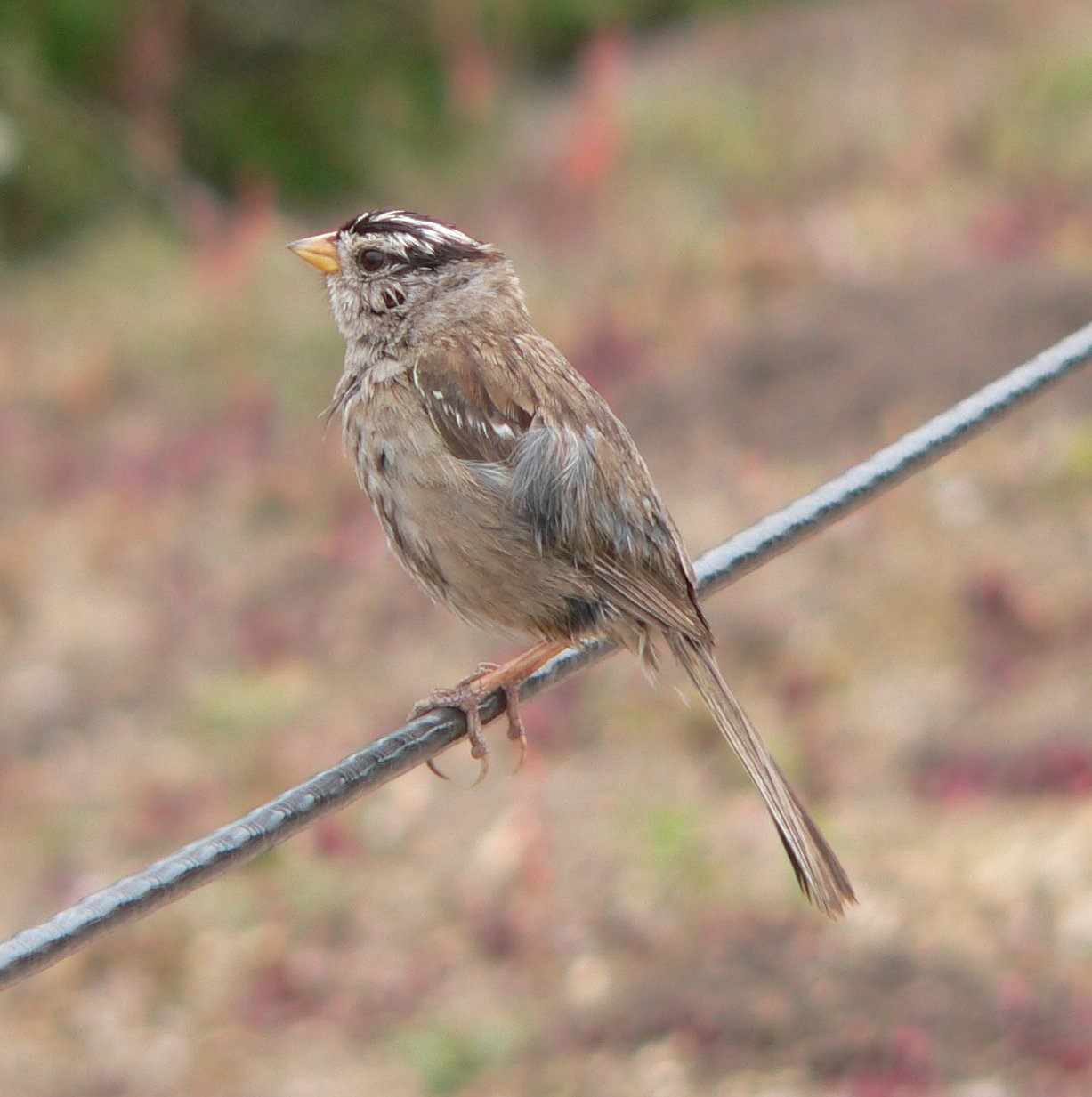
nuttalli亞種，加利福尼亞州
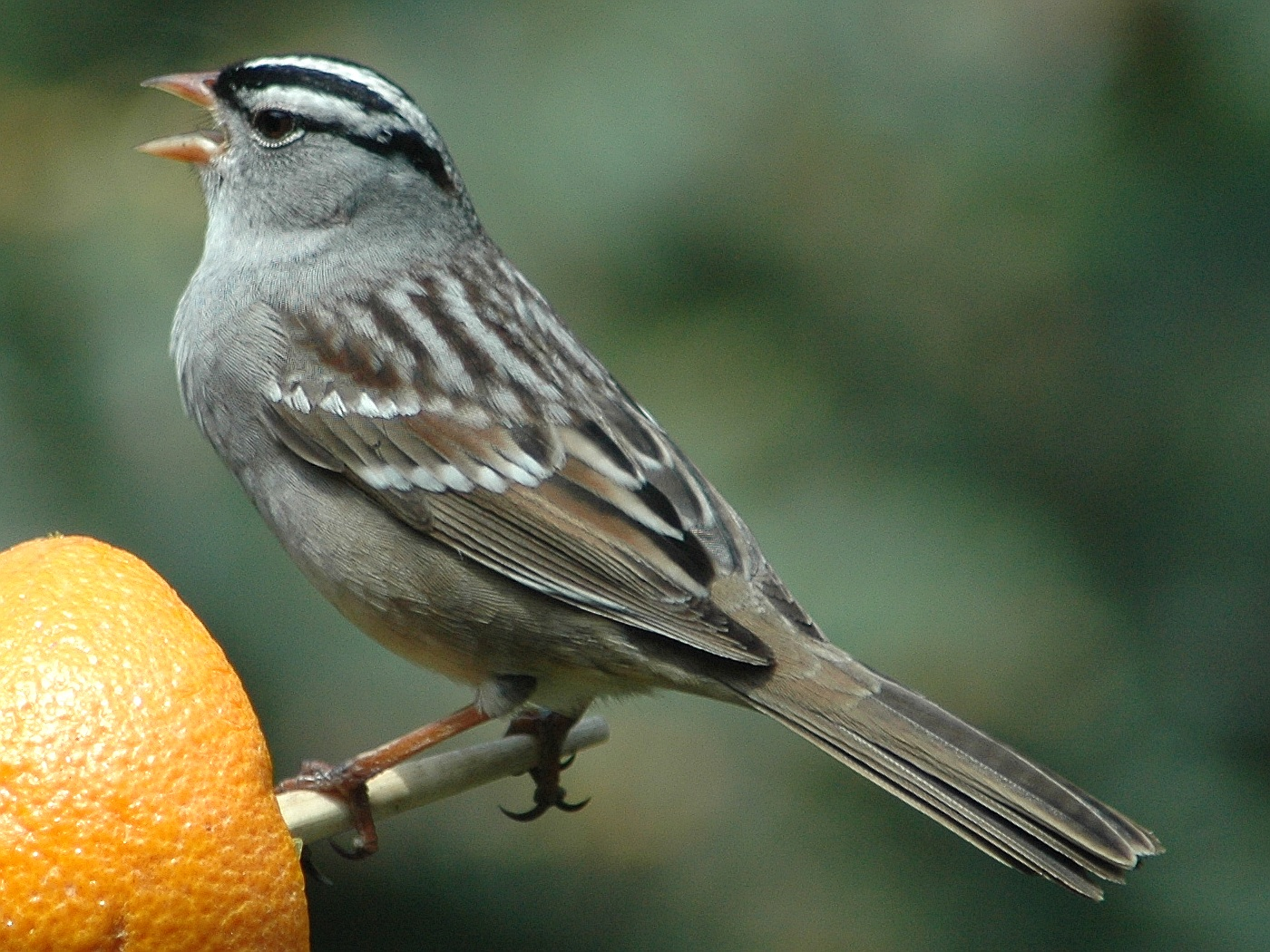